# Portnivka (Zavorsklo), Poltava
Portnivka (în ucraineană Портнівка) este un sat în comuna Zavorsklo din raionul Poltava, regiunea Poltava, Ucraina.

## Demografie
Componența lingvistică a localității Portnivka
     Ucraineană (90,36%)
     Rusă (9,64%)
Conform recensământului din 2001, majoritatea populației localității Portnivka era vorbitoare de ucraineană (90,36%), existând în minoritate și vorbitori de rusă (9,64%).